# 彼得卢屠杀
53°28′41″N 2°14′49″W / 53.478°N 2.247°W
彼得卢屠杀或彼得卢之役（Peterloo Massacre、Battle of Peterloo），指发生在1819年8月16日的英格兰曼彻斯特的镇压示威事件。事件中，一队骑兵冲进人数最高达60,000人的要求改革议会的人群，造成18死、700伤。
法國大革命理念傳播；1815年结束的拿破仑战争造成饥荒、失业；谷物法的通过加剧了上述问题。工人運動與廢奴運動遍地抗爭，資本家要求政治體制改革，男女工人要求投票權呼聲漸漸高漲。1819年初，工人阶层、中产阶级加入了政治激进主义阵营。政治家亨利·亨特（Henry Hunt）组织了曼彻斯特爱国联盟（Manchester Patriotic Union），在圣彼得广场聚集和平示威，向议会施压，要求改革。
不久，地方治安官拘捕了肯特和一些支持他的人，还驱散了人群。士兵马刀向前，策马衝入人群，造成18死、超过700人严重受伤。屠杀被名为彼得卢，以讽刺四年前的滑铁卢战役。
历史学家羅伯特·波爾认为，这是当时最有影响力的事件之一。当时英国全国舆论都为此事感到不安，《曼彻斯特卫报》也因此诞生，英国政府则停止了改革进程，並且通过了六条法令（Six Acts）。屠杀被人评为英国历史中最应当补上缺失的专门纪念碑的事件中第二重要的事件，仅次于普特尼辩论。2007年纪念牌被替换，新牌对事件的死伤人数和影响描述更准确。